# Прапор Рівненського району
Пра́пор Рі́вненського райо́ну — офіційний символ Рівненського району, затверджений 11 червня 2004 року районною радою.

## Опис
Прапор являє собою полотнище зі співвідношенням сторін 2:3. Поділений на три частини: ліве трикутне поле зеленого кольору (довжина коротшого катета трикутника дорівнює 1/4 довжини прапора), поле червоного кольору (ширина основи трикутника, яка прилягає до верхнього краю прапора, дорівнює 1/2 довжини прапора), решта полотнища — поле жовтого кольору.
На червоному полі посередині ширини прапора зображена розгорнута книга, на її фоні — запалений смолоскип. Зверху над смолоскипом — срібний лапчастий хрест.
Кольори та елементи прапора відповідають зображеним на гербі району. 